# Conus granarius
Espèce
Conus granarius est une espèce de mollusques gastéropodes marins de la famille des Conidae.
Comme toutes les espèces du genre Conus, ces escargots sont prédateurs et venimeux. Ils sont capables de « piquer » les humains et doivent donc être manipulés avec précaution, voire pas du tout.

## Description
La taille de la coquille varie entre 23 mm et 71 mm. La spire est élevée de façon concave et non coronée. Le verticille est lisse et légèrement strié en dessous. Il est irrégulièrement marbré de marron et de blanc, avec des lignes tournantes équidistantes de marron portant des taches blanches qui sont granuleusement élevées. 

## Distribution
Cette espèce marine d'escargot conique est présente dans la mer des Caraïbes du Panama au Venezuela ; au large des îles des Caraïbes Curaçao, Aruba et Bonaire.

## Taxonomie

### Publication originale
L'espèce Conus granarius a été décrite pour la première fois en 1847 par le zoologiste français Louis Charles Kiener (1799-1881) dans la publication intitulée « Spécies général et iconographie des coquilles vivantes Vol 2 »,.

### Synonymes
- Conus (Stephanoconus) granarius Kiener, 1847 · appellation alternative
- Conus catenatus G. B. Sowerby I, 1850 · non accepté
- Conus desmotus Tomlin, 1937 · non accepté
- Conus granarius panamicus Petuch, 1990 · non accepté
- Conus mappa granarius Kiener, 1847 · non accepté
- Conus sanctaemarthae Vink, 1977 · non accepté
- Tenorioconus granarius (Kiener, 1847) · non accepté
- Tenorioconus panamicus (Petuch, 1990) · non accepté

### Sous-espèces
- Conus granarius panamicus Petuch, 1990, accepté en tant que Conus granarius Kiener, 1847

## Identifiants taxinomiques
Chaque taxon catalogué par les bases de données biologiques et taxonomiques possède un identifiant qui permet d'établir un point de référence. Les identifiants de Conus granarius dans les principales bases sont les suivants :
CoL : XXHM - GBIF : 5857094 - IRMNG : 11706023 - WoRMS : 429132